# Jörg Pose

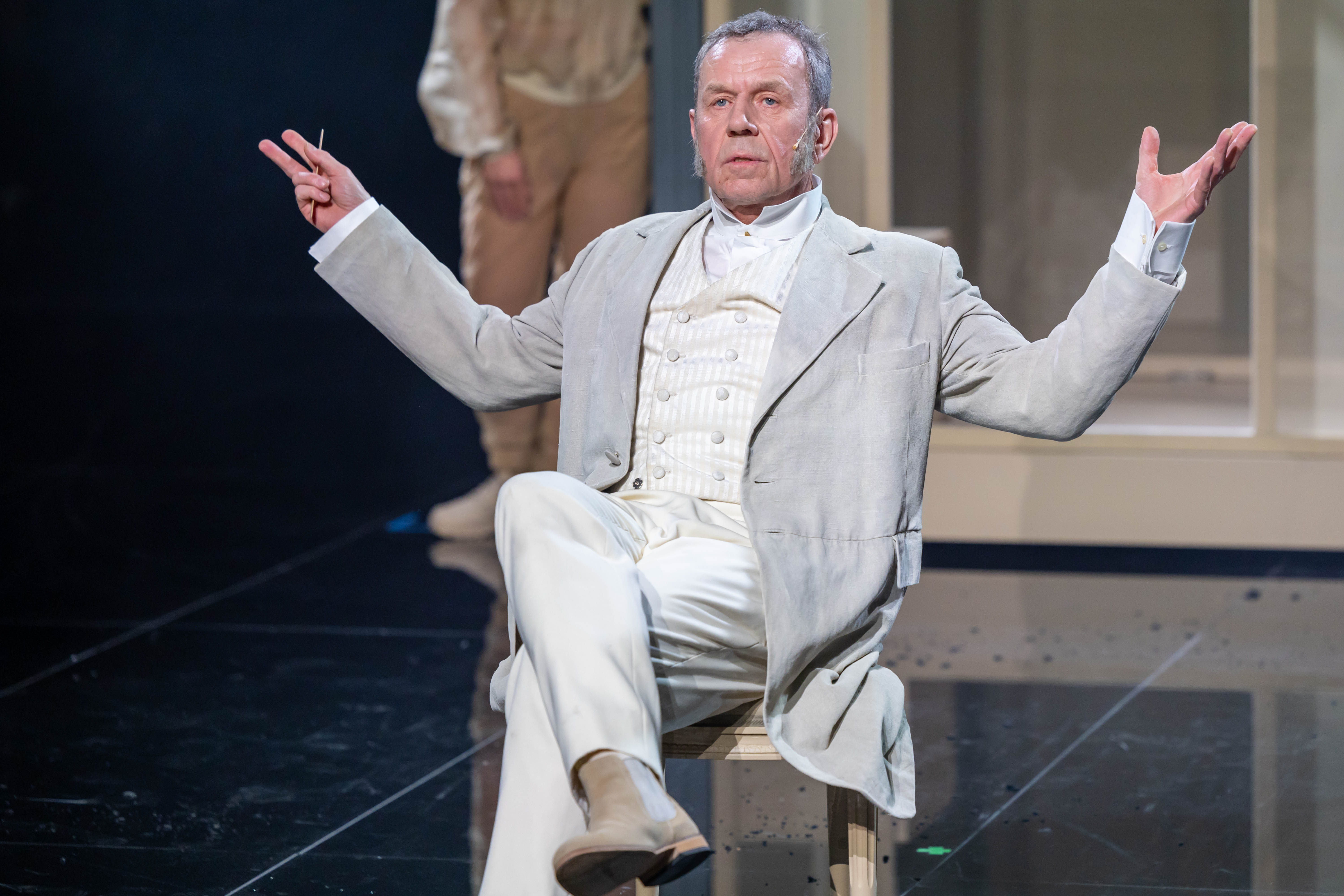
Jörg Pose (2024), Deutsches Theater / Kammer

Jörg Pose (* 18. Mai 1959 in Rostock, DDR) ist ein deutscher Schauspieler.

## Leben
Pose studierte von 1980 bis 1984 an der Theaterhochschule „Hans Otto“ in Leipzig. Seine Theaterkarriere führte ihn nach Leipzig, Frankfurt (Oder) und Bonn, 1996 ans Düsseldorfer Schauspielhaus, ans Deutsche Schauspielhaus Hamburg und 2000 ans Bayerische Staatsschauspiel München. 2001 war er Ensemblemitglied des Schauspiel Frankfurt in Frankfurt am Main, 2002 am Hamburger Thalia-Theater. Seit der Spielzeit 2009/2010 ist er am Deutschen Theater Berlin engagiert.
Pose wirkte auch in vielen Fernsehproduktionen mit, unter anderem in der Krimi-Reihe Tatort. 1988 wurde er auf der Berlinale zusammen mit Manfred Möck als Bester Schauspieler mit dem Silbernen Bären für seine Mitwirkung in Lothar Warnekes DEFA-Film Einer trage des anderen Last … von 1987 in der Rolle als Volkspolizist Josef Heiliger ausgezeichnet.
Pose lebt in Berlin und hat einen Sohn.

## Filmografie (Auswahl)
- 1987: Künstler, König und Modell (Fernsehfilm)
- 1987: Bebel und Bismarck (Fernseh-Dreiteiler)
- 1988: Einer trage des anderen Last …
- 1990: Flugstaffel Meinecke (Fernsehserie)
- 1991: Taxi nach Rathenow (Fernsehfilm)
- 2005: Falscher Bekenner
- 2009: Bella Block: Vorsehung
- 2011: Stromberg (Fernsehserie, Folge: Herr Rüther)
- 2012: Operation Zucker
- 2012: Blonder als die Polizei erlaubt
- 2012: Lotta & die großen Erwartungen
- 2013: Marie Brand und die Engel des Todes
- 2014–2018: Der Tatortreiniger (Fernsehserie, vier Episoden)
- 2014: Mord mit Aussicht (Fernsehserie, Folge: Der letzte Vorhang)
- 2014: Die Toten von Hameln
- 2015: Blochin – Die Lebenden und die Toten (Miniserie)
- 2015: Im Zweifel
- 2016: Tatort: Fünf Minuten Himmel
- 2016: Der letzte Cowboy (Miniserie)
- 2017: Tatort: Zurück ins Licht
- 2017: Notruf Hafenkante (Fernsehserie, Folge: Fremder Vater)
- 2018: Der Mordanschlag
- 2018: Tatort: Treibjagd
- 2018: Solo für Weiss – Es ist nicht vorbei
- 2018: Amokspiel
- 2019: Der Usedom-Krimi – Geisterschiff
- 2019: Sarah Kohr – Das verschwundene Mädchen
- 2020: In aller Freundschaft – Die jungen Ärzte (Fernsehserie, Folge: Familienzusammenführung)
- 2021: Eldorado KaDeWe
- 2022: Erzgebirgskrimi – Tödliche Abrechnung (Fernsehreihe)
- 2022: Mittagsstunde
- 2022: Wir könnten genauso gut tot sein
- 2023: Tatort: Nichts als die Wahrheit
- 2023: SOKO Leipzig (Fernsehserie, Folge Mordsmäßig)
- 2024: In Wahrheit: Zwischen Recht und Gerechtigkeit (Fernsehfilm)
- 2024: Im Netz der Gier (Fernsehfilm)
- 2025: Nord bei Nordwest – Haare? Hartmann!
- 2025: Morden im Norden (Fernsehserie, Folge Nicht mit mir)